# Lechatelierita

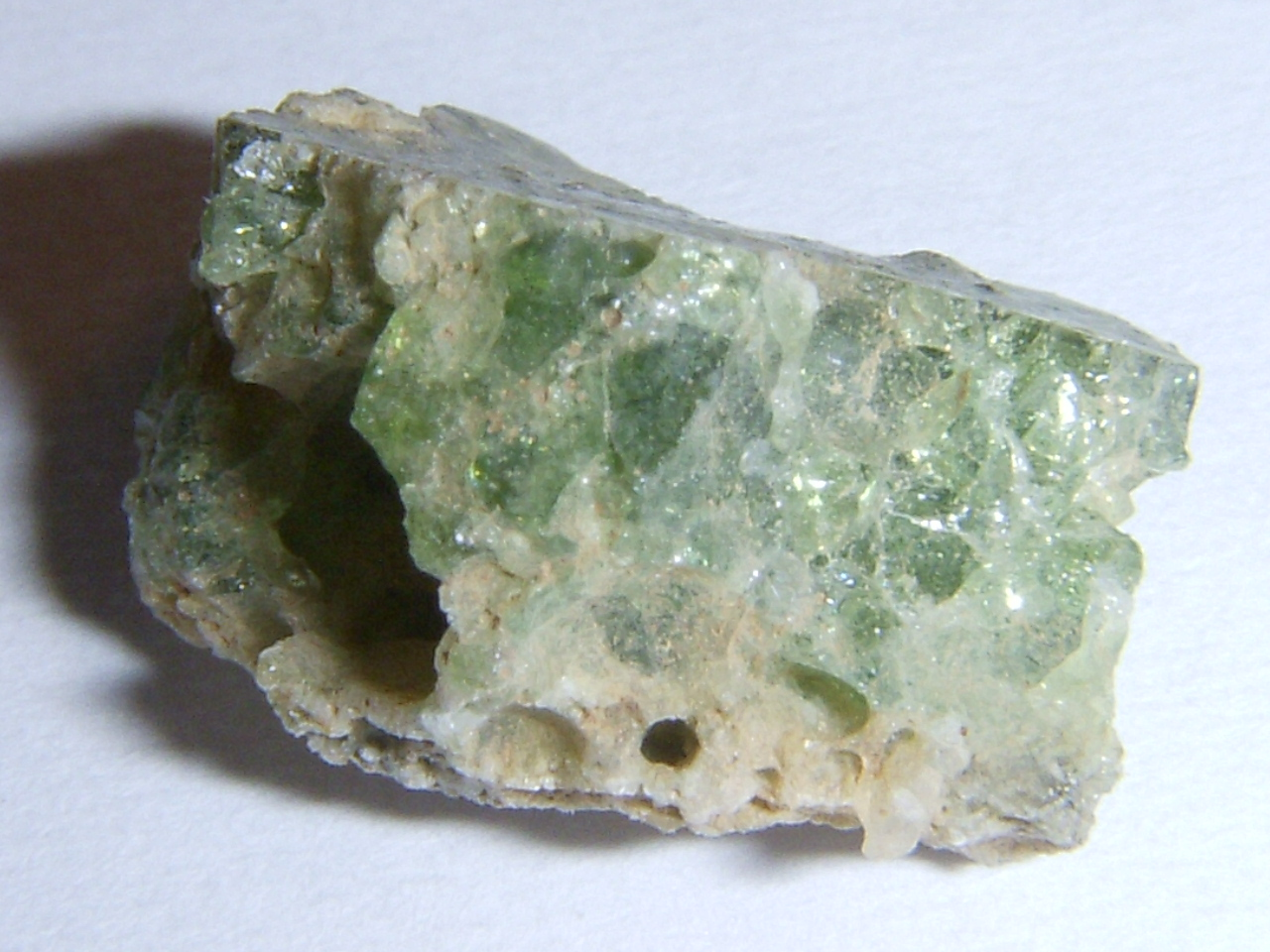
Trinitita, variedad de lechatelierita producida por una explosión atómica.

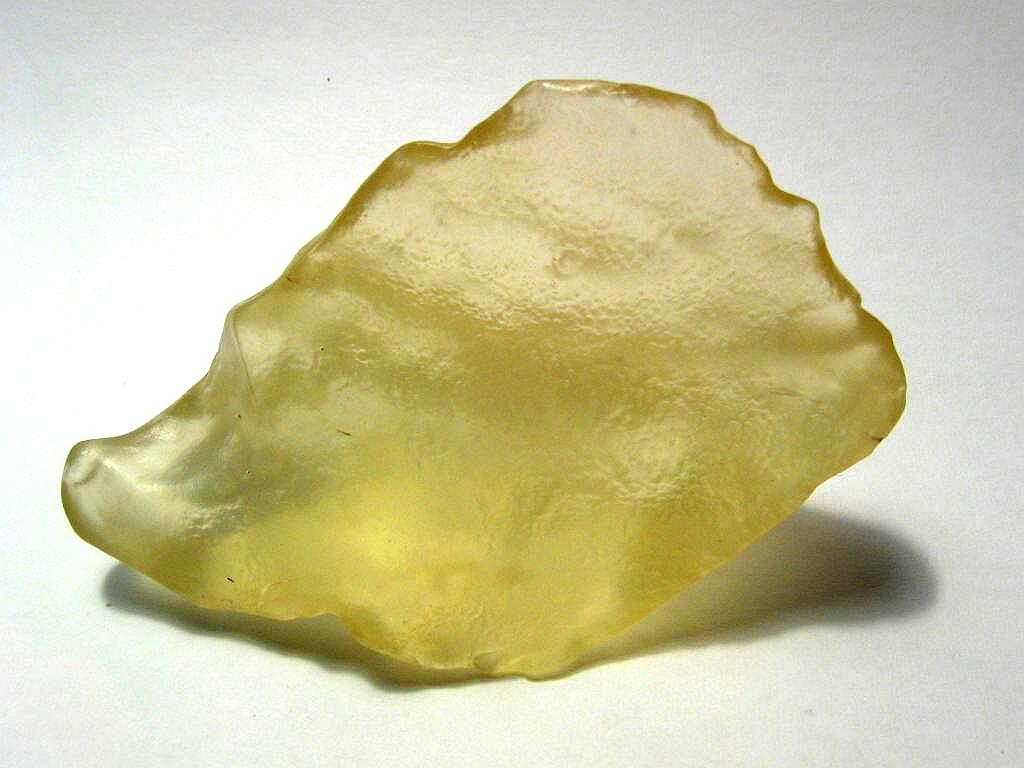
Lechatelierita procedente del Desierto Líbico.

La lechatelierita es vidrio de sílice (SiO2). Es considerada como mineraloide, ya que al ser un vidrio presenta una estructura amorfa, no cristalina, aunque a menudo se clasifica en el grupo de minerales del cuarzo. Su nombre procede del químico francés Henry Le Châtelier.
Se encuentra lechatelierita natural principalmente por fusión de arenas de cuarzo tras la caída de rayos, que producen unas estructuras tubulares irregulares y ramificadas, a menudo huecas, denominadas fulguritas.
También puede formarse lechatelierita como resultado del metamorfismo de alta presión producido por el choque de un meteorito; así es un componente común de las tectitas, un tipo de eyecciones vítreas típicas de estos impactos. Algunas tectitas están compuestas por lechatelierita pura, como en el denominado vidrio del Desierto Líbico, que se encuentra en el Sáhara (Libia y Egipto). También se formó lechatelierita en una capa de la arenisca de Coconino por el impacto del meteorito que causó el Cráter del Meteoro en Arizona.
Los experimentos de alta presión han demostrado que son necesarios choques con una presión mínima de 85 GPa para producir lechatelierita a partir de los granos de cuarzo de un granito.
También puede formarse lechatelierita artificialmente, un ejemplo es la trinitita, producida por la fusión de arena de cuarzo en la primera explosión de una bomba atómica, en Nuevo México (Estados Unidos).